# سهیل الحسن
سهیل الحسن (عربی: سُهَيْلُ سَلْمَانَ الْحَسَنِ، آوانگاری: Suhayl Salmān al-Ḥasan؛ زادهٔ ۱۰ ژوئن ۱۹۷۰) که با لقب «ببر» شناخته می‌شود، سرلشکر نظامی اهل سوریه است که سابقا به‌عنوان فرمانده لشکر ۲۵ نیروهای ویژه سوریه فعالیت می‌کرد که با نام نیروهای ویژه «ببر» نیاز شناخته می‌شدند. او در سال ۱۹۹۱ از آکادمی نیروی هوایی عربی سوریه فارغ‌التحصیل شد و در یگان‌های مختلف نیروی هوایی و پدافند هوایی سوریه خدمت کرد و دوره‌های آموزشی متعددی را گذراند. پس از خدمت در نیروی هوایی و پدافند هوایی، به اداره اطلاعات نیروی هوایی پیوست و مسئول آموزش نیروهای بخش عملیات ویژه شد.
در طول جنگ داخلی سوریه، سهیل الحسن فرماندهی نیروهای خود را در چندین درگیری بزرگ از جمله عملیات «ستاره سهیل» و نبرد میدان گازی «الشاعر» بر عهده داشت. او بخشی از نسل جدید فرماندهان میدانی ارتش سوریه است که در طول جنگ داخلی ظهور کردند. روزنامه فرانسوی لوموند ادعا کرد که او ممکن است رقیب اسد برای ریاست جمهوری سوریه باشد.
تحلیلگران گفته‌اند که الحسن ترجیح می‌دهد روسیه (به جای ایران) متحد اصلی دولت سوریه در طول جنگ داخلی و بازسازی پس از جنگ باشد. این موضع او در تضاد با ماهر اسد برادر رئیس‌جمهور سوریه بشار اسد و رئیس گارد جمهوری‌خواه و لشکر چهارم زرهی است که گفته می‌شود طرفدار ایران است.
زندگی‌نامه
الحسن به علویان تعلق دارد. الحسن از ترفیع به درجه سرتیپی خودداری کرد تا بتواند به‌طور مستقیم فرماندهی نیروهای خود را در میدان نبرد ادامه دهد. تاکتیک‌های جنگی او به عنوان «سیاست زمین سوخته» توصیف شده است که با حمله به مواضع مخالفان با بمباران خانه‌ها دنبال می‌شود. در حالی که نیروهای ببر تحت فرماندهی الحسن زمانی که برای مقابله با حملات مخالفان در سال ۲۰۱۵ به ادلب اعزام شدند نتوانستند خطوط نیروهای مخالف را بشکنند.